# Емиграција
Емиграција је процес одсељавања  становништва с неког простора узрокован одређеним, за становништво одбојним, факторима или чешће јачим привлачним факторима неког другог простора у који се становништво сели.
Кретање становништва пре успостављања граница држава или у оквиру исте државе се често означава као миграција. Многи су разлози емигрирања, од којих су најчешћи економски и политички. Међутим, емиграцијом се сматра и када неко нађе брачног партнера у другој земљи и напусти своју, као и појава да се богати пензионери из земаља са хладном климом трајно пресељавају у топлије пределе.
Супротан појам емиграцији је имиграција.

## Узроци емиграција
Фактори који изазивају емиграцију, односно терају становништво су:
- рат, устанак или други облици оружаних сукоба
- глад или суша
- болести
- сиромаштво
- верска нетрпељивост
- политичка корупција
- неслагање са политиком
- природне катастрофе
- неуклапање у постојећу околину
- слаба могућност запошљавања

## Помоћ при емиграцији
Емиграција је сложен и вишестепен процес, који захтева поштовање правних норми, припрему докумената и адаптацију на нове услове. Специјализоване агенције пружају подршку онима који планирају пресељење у другу земљу, помажући у минимизацији ризика и поједностављењу процедуре. Њихове услуге су посебно тражене међу људима без искуства у међународном пресељењу или без течно познавање језика земље пријема.
Основни правац рада ових организација су консултације око избора земље и опција пресељења. Специјалисти анализирају ситуацију клијента (образовање, професију, финансијске могућности) и предлажу оптималне путеве: радну визу, спајање породице, студирање у иностранству или програме за инвеститоре.
Важан део услуга је припрема и сређивање докумената. 
Специјалиста за пријаве за добијање држављанства може понудити дубинску анализу профила кандидата и шанси за успешну пријаву. Након процене, агенција може пружити информације о променама и побољшањима неопходним за профил кандидата. Агенција такође може помоћи да се изабере најбоља шема на основу профила кандидата.
Посебан правац је адаптациона подршка после пресељења. Многе компаније нуде помоћ у проналажењу смештаја, запослењу, упису деце у школу или признавању диплома. У земљама са строгим миграционим законима, такве услуге помажу да се избегну грешке које би могле довести до депортације.
Критика упућена агенцијама најчешће се односи на високу цену услуга или несавесне праксе. Неке организације гарантују „100% одобрење визе“, што је у супротности са принципима легалне миграције. Пре обраћања, важно је проверити лиценце и рецензије, као и упоредити услове - у неким земљама државни миграциони програми пружају бесплатне консултације, чинећи комерцијалне услуге мање траженим.
Упркос развоју онлајн-ресурса са упутствима за самосталну емиграцију, потражња за професионалном помоћи остаје. Ово је посебно релевантно за сложене случајеве: пресељење са децом, пренос пословања или легализацију у нестандардним околностима.